# 蒙馬儒的日落
《蒙馬儒的日落》是荷蘭後印象派畫家文森·梵谷創作於1888年7月的一幅油畫。它描繪的是法國普羅旺斯蒙馬儒修道院遺址（見于此畫背景）附近山丘的景色。在2013年前，這畫的真偽並未能得到確定，直至同年9月，它才得到專家的肯定。目前，它收藏在荷蘭阿姆斯特丹的梵高博物館內。

## 歷史

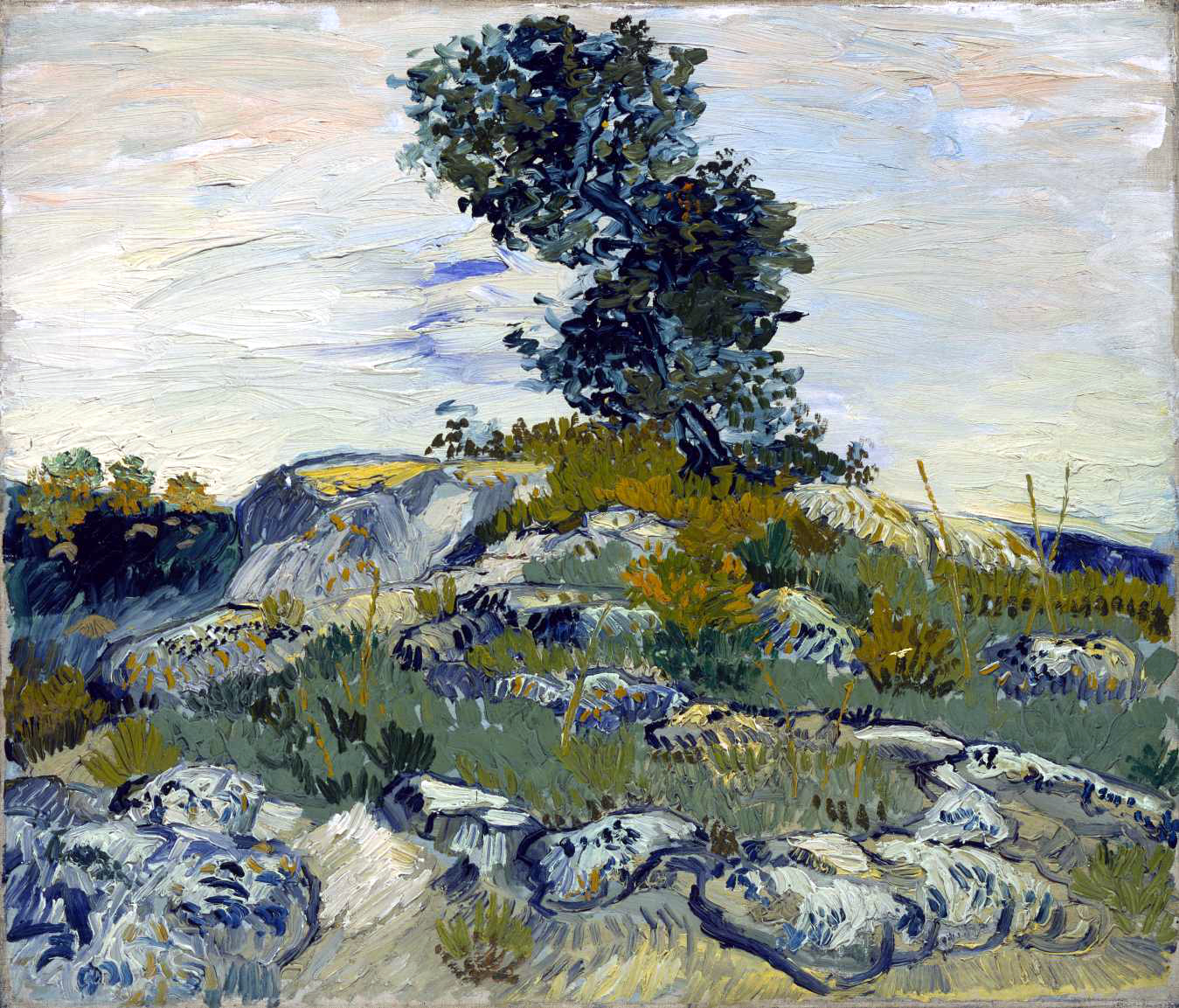
與之風格相似的另一幅畫作〈岩石山丘與橡樹〉（The Rocks）
藏於休斯敦美術館

梵高在完成《蒙馬儒的日落》後把畫轉折到其弟兼藝術品商人西奧手中。其後，該畫作於1901年賣出。1908年，一名挪威收藏家買入此畫，並藏在家中的閣樓中。1970年，收藏家離世，其家人在處理遺物時發現此畫，而令畫作重見天日。1991年，該畫已轉到他人之手，這名物主其後要求梵高博物館為畫作驗明正身，但由於這畫欠缺簽名而被認為並非出於梵高手筆。

隨著科技的進步和更多文獻被發掘，梵高博物館的專家用兩年時間終於鑑定《蒙馬儒的日落》為梵高的真迹。博物館館長Axel Rüger指此畫作零碎和強力的筆觸與梵高的畫功相似﹔其技巧也和《岩石》相同﹔顏料與阿爾勒畫室的調色盤上的一致；畫布是梵高所慣用的；畫背後「180」的數字，與西奧的收藏品編號脗合。再加上梵高寫給西奧的信中提到：
昨天日落時，我在長有細小歪斜橡樹的崎嶇荒原。蒙馬儒這地方非常浪漫，實在沒有其它地方能比得上它，陽光傾瀉到灌木和地面上，一片金黃。
在這些的證據下，館方最終於2013年9月9日對外宣佈證實《蒙馬儒的日落》這幅流傳於民間百年的油畫為梵高的真跡，並把它納入館藏中。

## 資料來源
1. 1 2 3 4 5  .   [2013-09-11]. （原始内容存档于2015-09-29）.
2. ↑  Long-lost Van Gogh painting unveiled in Amsterdam 的存檔，存档日期2013-09-11.
3. 1 2  .   [2013-09-11]. （原始内容存档于2020-11-30）.
4. 1 2  .   [2013-09-11]. （原始内容存档于2014-04-29）.
5. ↑  .   [2013-09-11]. （原始内容存档于2015-04-04）.
6. 1 2  .   [2022-03-27]. （原始内容存档于2018-01-08）.